# 스콧섬

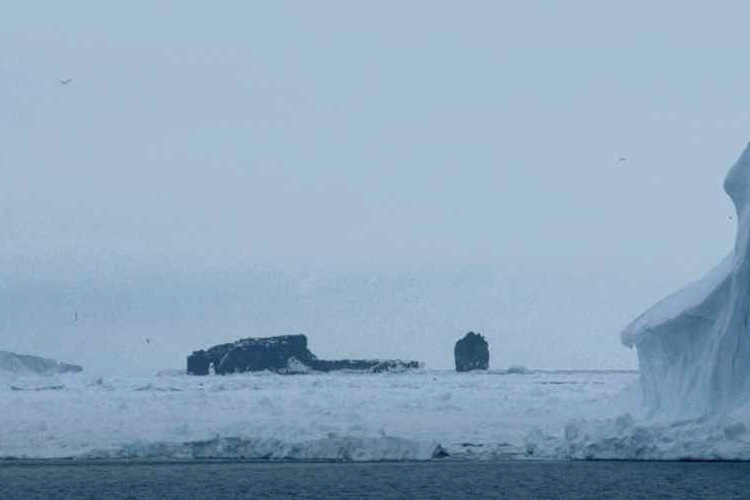
스콧 섬

스콧섬(Scott Island)은 남극해에 위치한 작은 화산섬으로, 무인도이다. 빅토리아 랜드의 북동쪽 끝에 위치해 있으며, 아데어 곶(Cape Adare)의 북동쪽 연안 550km인 남위 67도 24분, 서경 179도 55분에 있다. 면적은 0.04km2이며, 최고고도 해발 63m이다. 섬은 1902년, 윌리엄 콜벡(William Colbeck)이 발견하였는데 발견 이전에는 마컴 섬(Markham)이라고 부르고 있었다. 뉴질랜드가 섬의 영유권을 주장하고 있다.

## 같이 보기
- 남극의 영유권 주장 목록